# Poul Andersen (bankdirektør)
 For alternative betydninger, se Poul Andersen. (Se også artikler, som begynder med Poul Andersen)
Poul Andersen (8. oktober 1889 – 11. januar 1966) var en dansk bankdirektør.
Andersen blev født i Frederikshavn og blev student i Aalborg i 1908 og cand.jur. i 1914. Andersen var først ansat i Københavns Handelsbank, derefter likvidator i Discontobanken og Revisionsbanken, og så direktør i Privatbanken pg Privatbankens administrerende direktør 1937 - 1953. I 1954 var Andersen medlem af Nationaløkonomisk Forening. Andersen var formand for repræsentantskabet og bestyrelsen samt bestyrelsens kommitterende. Desuden var Andersen næstformand i bestyrelsen for Det forenede Dampskibs-Selskab og medlem af bestyrelsen for Tietgenfonden samt medlem af Akademiet for de tekniske Videnskaber.